# Norris Point
Norris Point is een gemeente (town) in de Canadese provincie Newfoundland en Labrador. De gemeente ligt aan de westkust van het eiland Newfoundland en is een toeristische plaats in het Nationaal Park Gros Morne.

## Geschiedenis
In 1960 werd het dorp een gemeente met de status van local government community (LGC). In 1980 werden LGC's op basis van The Municipalities Act als bestuursvorm afgeschaft. De gemeente werd daarop automatisch een community om een aantal jaren later uiteindelijk een town te worden.

## Geografie
De gemeente ligt in het uiterste zuidwesten van het Great Northern Peninsula van Newfoundland. Norris Point ligt aan de noordoostelijke oever van Bonne Bay bij het beginpunt van East Arm, de oostelijke zijarm van die baai. Tezamen met zijn noordelijke buurgemeente Rocky Harbour vormt het een enclave centraal in het nationaal park Gros Morne. Norris Point is bereikbaar via provinciale route 430.

## Demografie
Demografisch gezien is Norris Point, net zoals de meeste kleine dorpen op Newfoundland, aan het krimpen. Tussen 1991 en 2016 daalde de bevolkingsomvang van 927 naar 670. Dat komt neer op een daling van 27,7% in 25 jaar tijd.
| Demografische ontwikkeling van Norris Point tussen 1991 en 2021 |
| --------------------------------------------------------------- |
|                                                                 |
| Bron: Statistics Canada (1991–1996, 2001–2006, 2011–2016, 2021) |

## Gezondheidszorg
In de gemeente bevindt zich het Bonne Bay Health Centre, een gezondheidscentrum dat zowel primaire als langetermijnzorg aanbiedt aan de inwoners uit de omgeving van Bonne Bay. Het centrum valt onder de bevoegdheid van de provinciale gezondheidsautoriteit Newfoundland and Labrador Health Services, sinds 2023 de opvolger van Western Health.

## Galerij

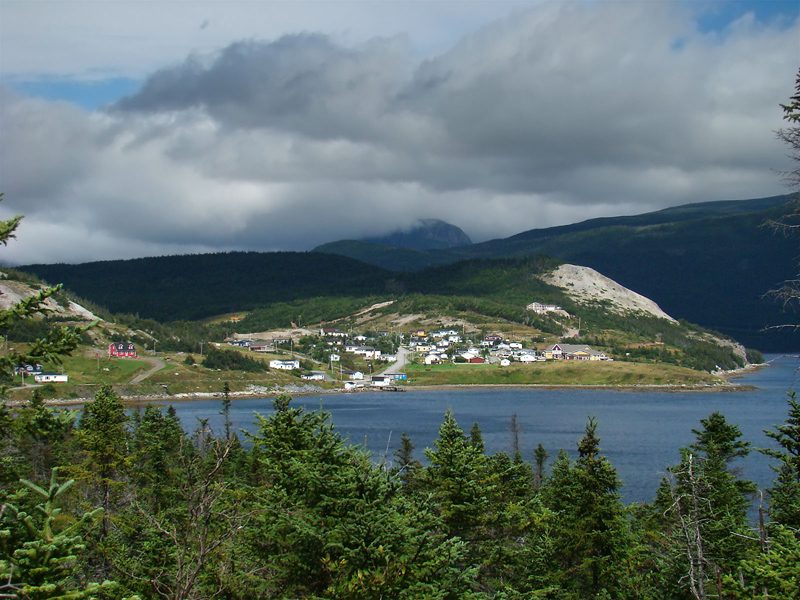
Zicht op Norris Point
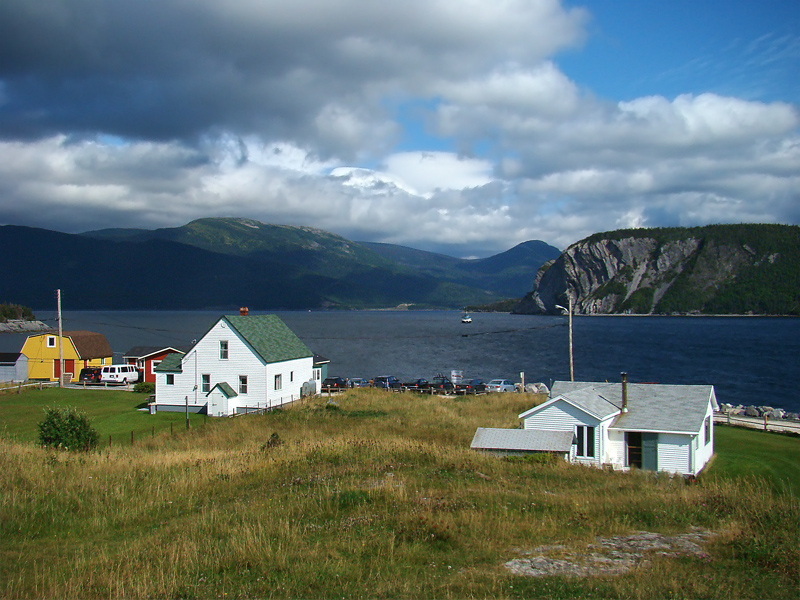
Enkele huizen met Bonne Bay op de achtergrond
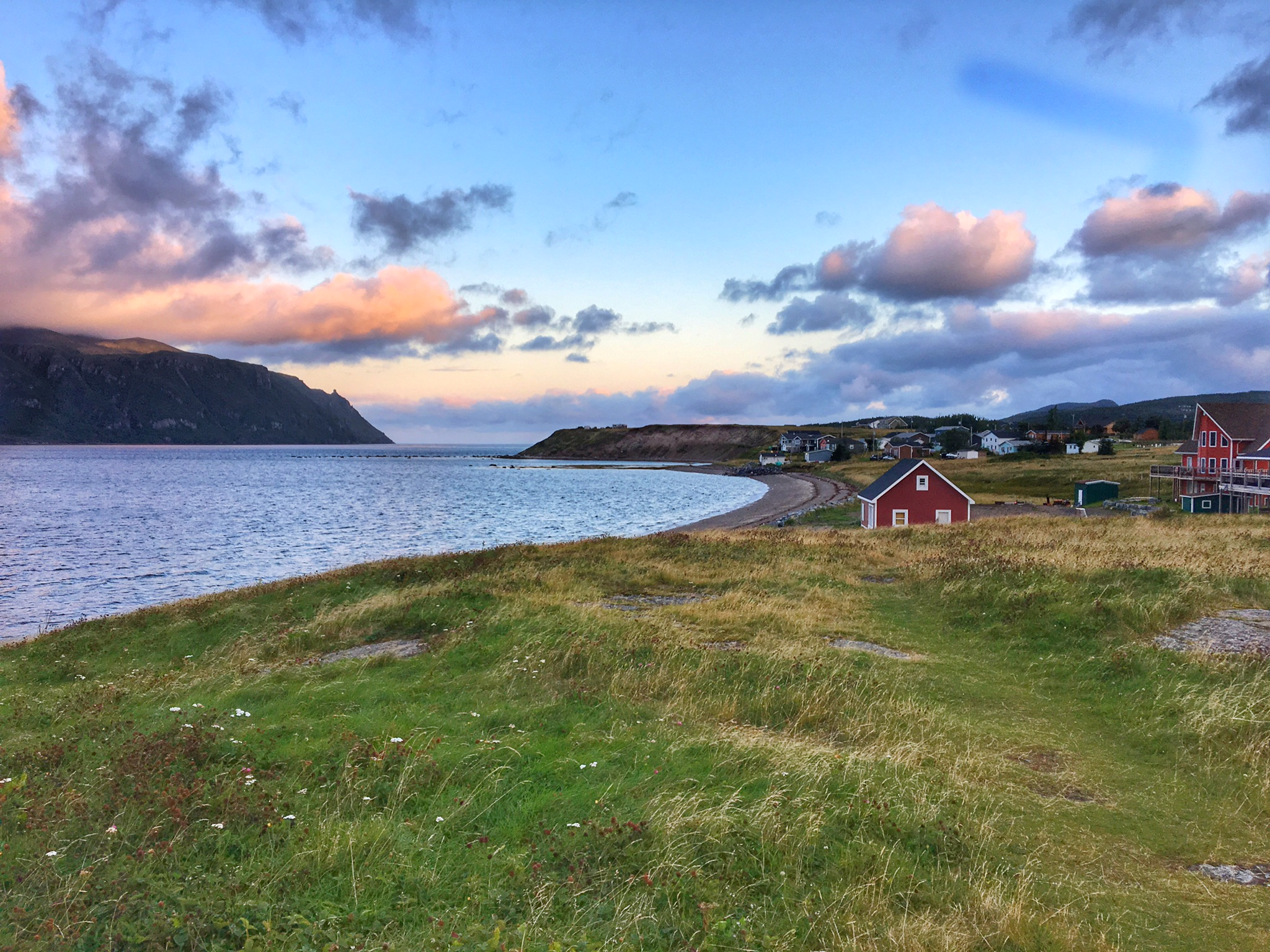
De rand van het dorp
De haven van Norris Point en het Bonne Bay Marine Station
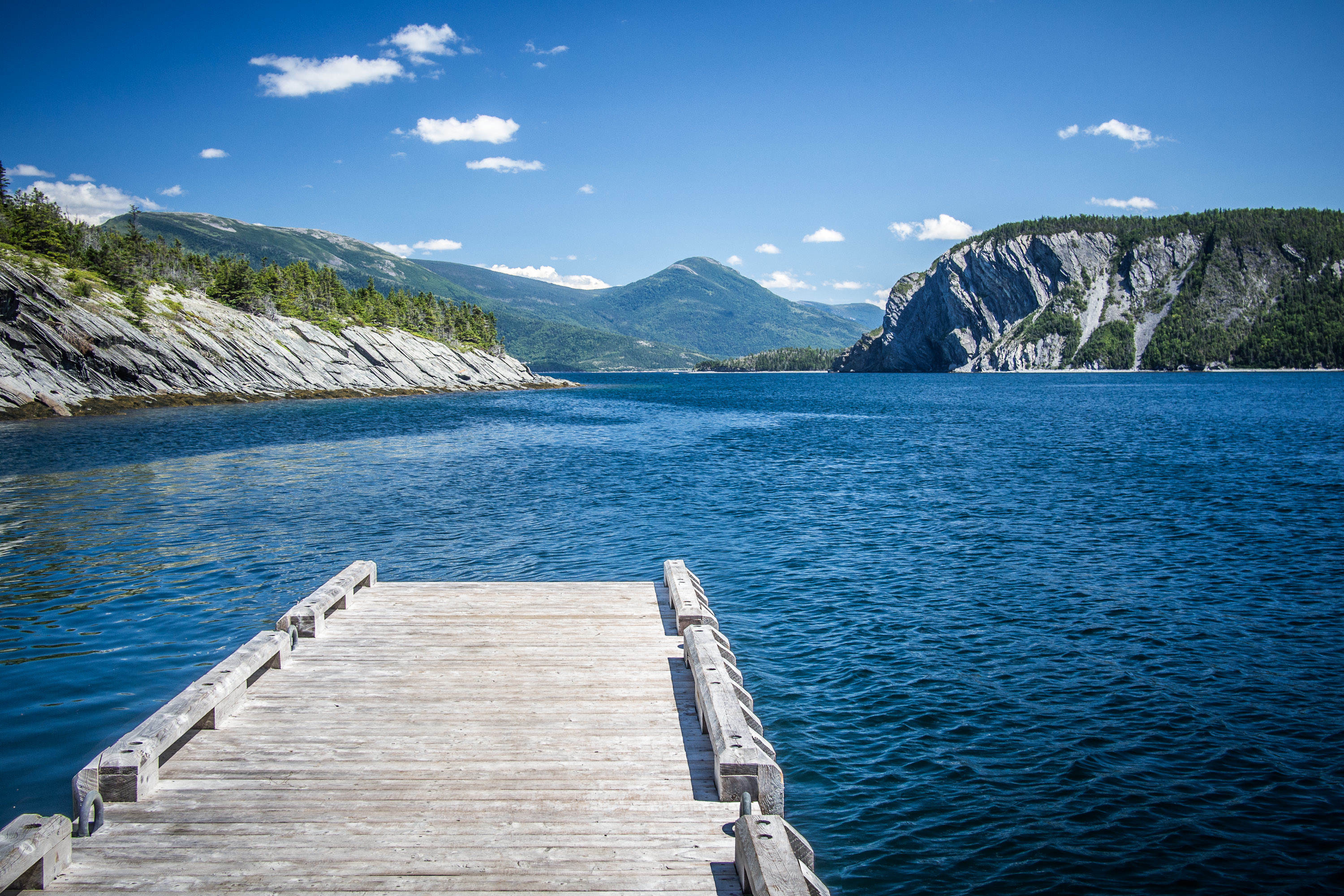
Een pier in Norris Point